# واختندونک
واختندونک (به آلمانی: Wachtendonk) یک شهر در آلمان است که در کلفه واقع شده‌است. واختندونک ۷٬۹۱۷ نفر جمعیت دارد.

## نگارخانه

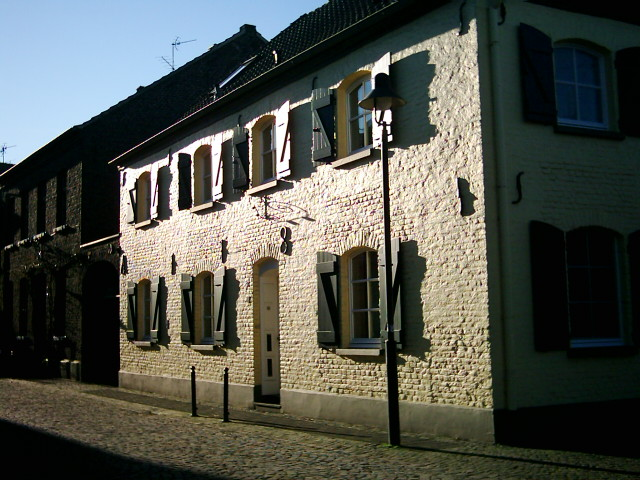
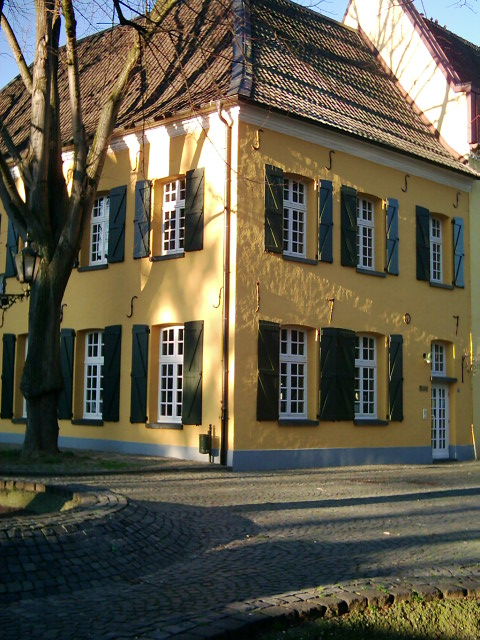
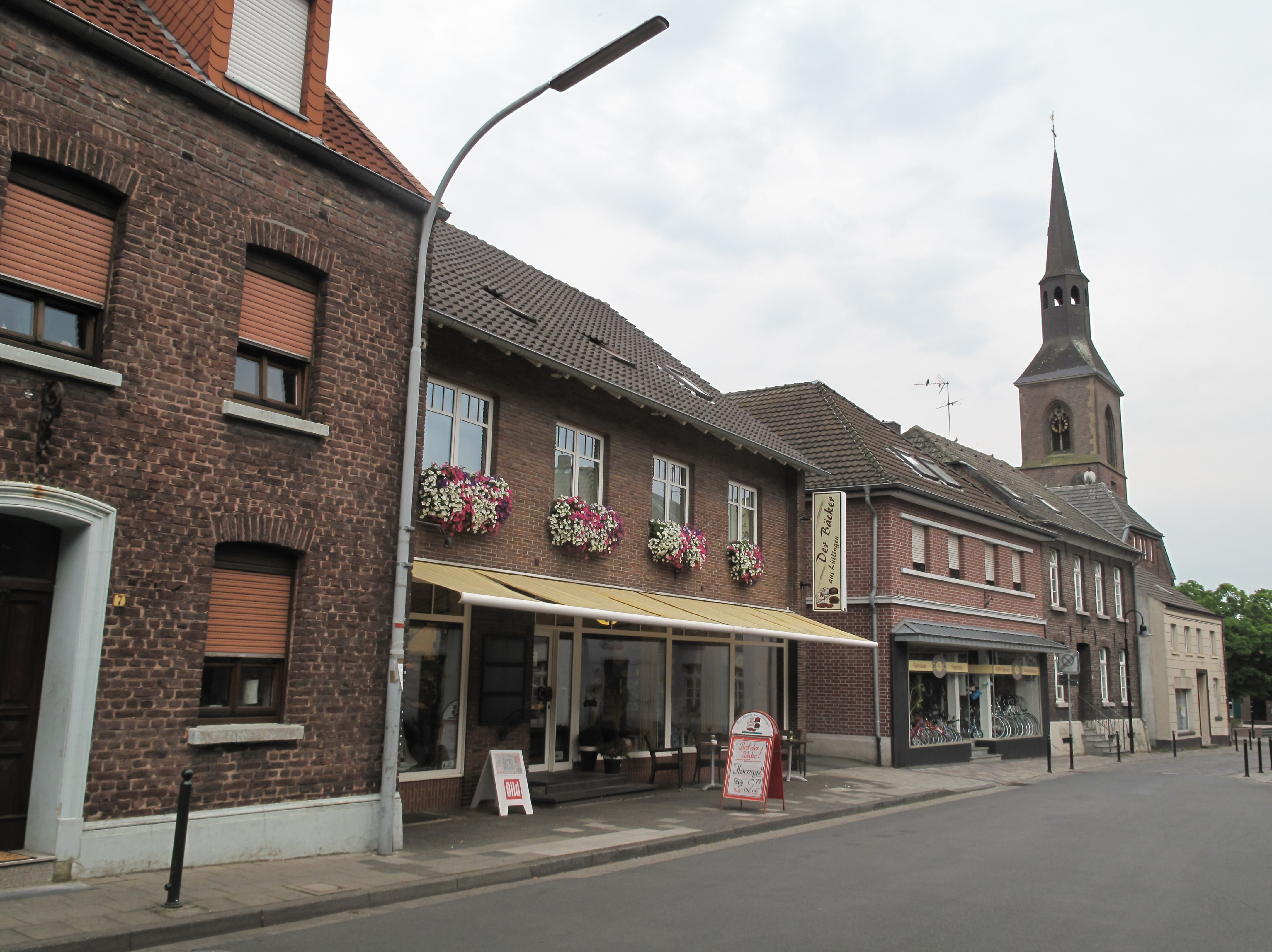